# Mulwaree River
Der Mulwaree River – auch Mulwaree Ponds – ist ein 66,2 Kilometer langer Fluss im Südosten des australischen Bundesstaates New South Wales.
Er entspringt in der Great Dividing Range südlich von Tarrago im südlichen Tafelland von New South Wales. Von dort fließt der Mulwaree River nach Norden, wo er in Goulburn in den Wollondilly River mündet.